# Dorina Korsós
Dorina Korsós (født 3. September 1995 i Kecskemét, Ungarn) er en ungarsk håndboldspiller som spiller for TuS Metzingen. 

## Meritter
- Nemzeti Bajnokság I:
  - Vinder: 2013, 2014
- Magyar Kupa:
  - Vinder: 2013, 2014, 2015
- EHF Champions League:
  - Vinder: 2013, 2014

## Priser
Bedste defensive spiller i EHF Champions League: 2014-15